# Winter Garden Atrium
Il Winter Garden Atrium è un grande padiglione di vetro a 10 piani costruito nel 1988 presso il World Financial Center a New York e ricostruito nel 2002 in seguito agli Attentati dell'11 settembre 2001. Al suo interno ospita numerose piante e negozi.

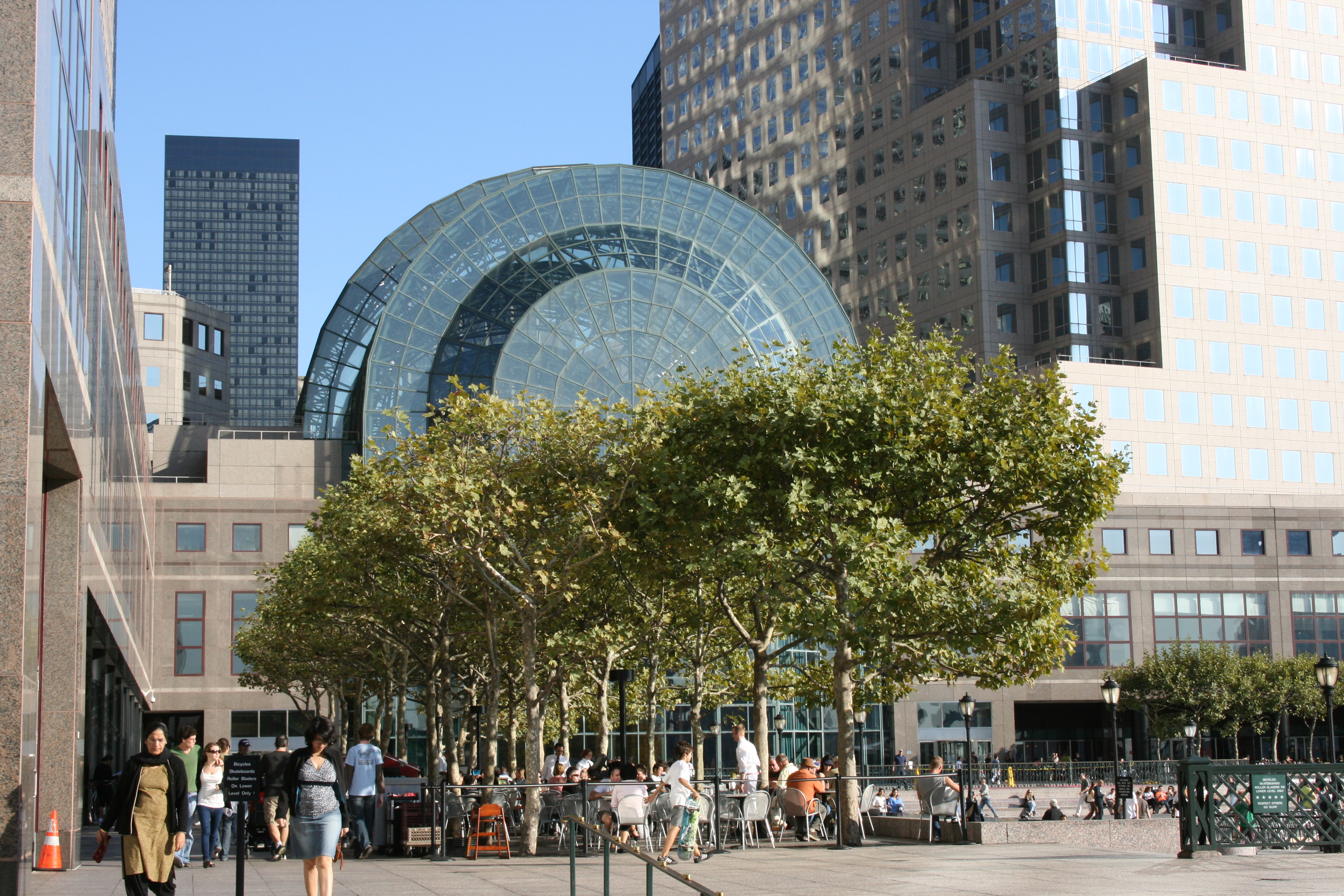
Winter Garden Atrium dall'esterno

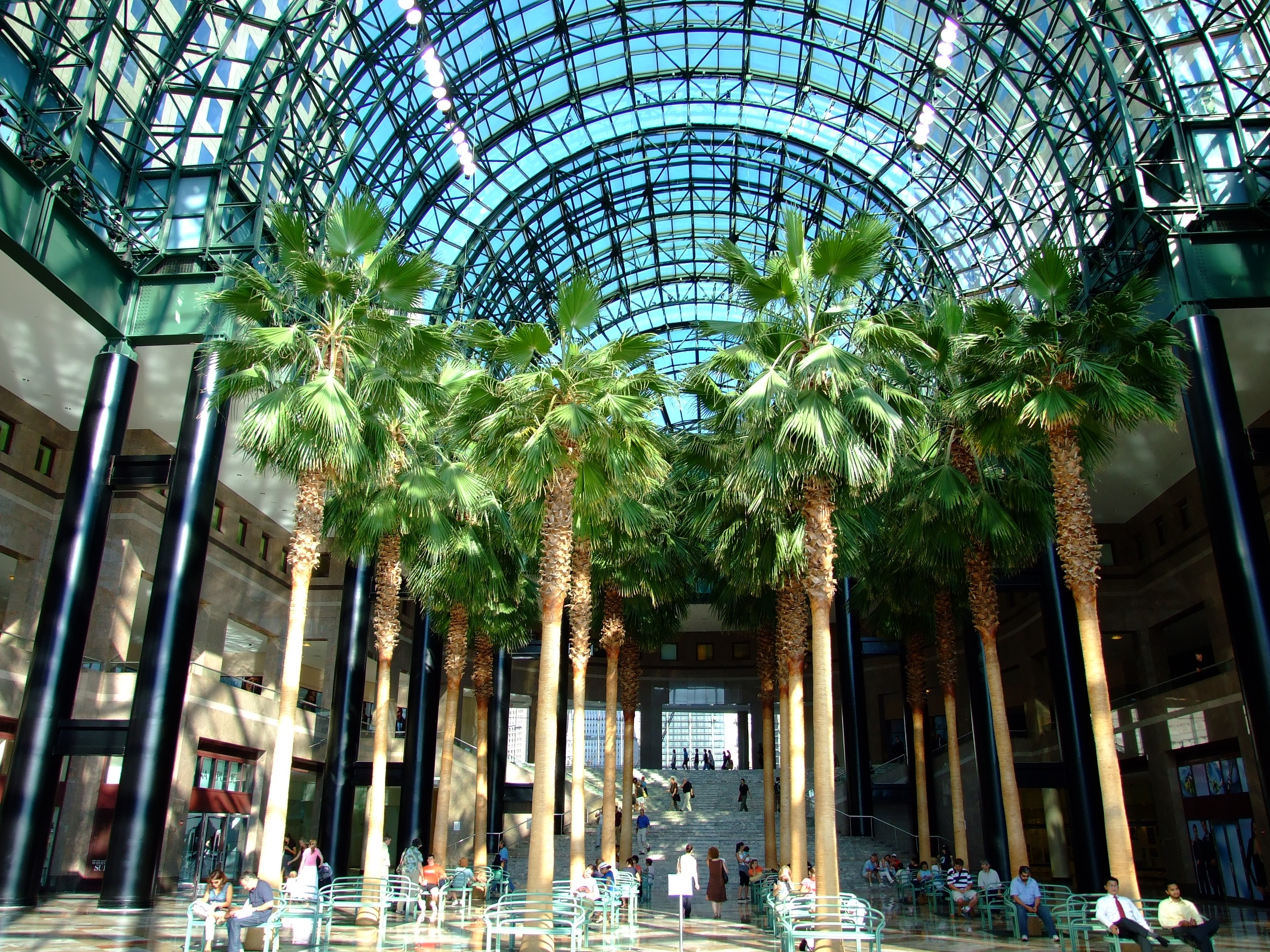
Palme all'interno del padiglione

Dalla sua costruzione, il Winter Garden Atrium ha ospitato concerti e sinfonie come parte della World Financial Center Series. Alla sua riapertura nel 2002, si sono tenuti balletti, concerti, un'esibizione del Big Apple Circus e una produzione di The Downtown Messiah, una moderna interpretazione dell'oratorio classico di Handel, diretto da Richard Barone.
Nella primavera del 2003, si sono tenute le mostra e la selezione dei progetti per il nuovo World Trade Center.
Il Winter Garden continua a servire come sede per mostre d'arte, musica e spettacoli, oltre ad ospitare proiezioni di film durante il TriBeCa Film Festival.